# You'll Be OK, Kid
"You'll Be OK, Kid" é uma canção gravada pela cantora americana Demi Lovato. Ela escreveu a música com Laura Veltz, Sasha Alex Sloan e Warren "Oak" Felder, enquanto Oak cuidou da produção com Keith "Ten4" Sorrells e Oscar Linnander. Foi lançada como single em 13 de setembro de 2024, em promoção ao documentário Child Star, codirigido por Demi e Nicola Marsh.

## Lançamento
"You'll Be OK, Kid" foi lançado pela Island Records em 13 de setembro de 2024.  Foi escrito para o documentário Child Star, dirigido por Demi e Nicola Marsh, que estreará em 17 de setembro de 2024 no Hulu. 
Em uma declaração, a cantora explicou: "Trabalhar em Child Star foi uma experiência profundamente reflexiva para mim. Isso me permitiu mergulhar profundamente nas emoções da minha infância, ao mesmo tempo em que me conectava com outras pessoas que tinham tantas experiências compartilhadas. Enquanto editávamos o filme, fiquei muito inspirada para escrever uma música". 